# Canton de la Vallée-du-Sausseron
Le canton de la Vallée-du-Sausseron est une ancienne division administrative française, située dans le département du Val-d'Oise et la région Île-de-France.

## Composition
Le canton de la Vallée-du-Sausseron comprenait douze communes jusqu'en mars 2015 :
| Nom                         | Code Insee | Intercommunalité              | Superficie (km2) | Population (dernière pop. légale) | Densité (hab./km2) |
| --------------------------- | ---------- | ----------------------------- | ---------------- | --------------------------------- | ------------------ |
| Auvers-sur-Oise (chef-lieu) | 95039      | CC Sausseron Impressionnistes | 12,69            | 6 943 (2014)                      | 547                |
| Butry-sur-Oise              | 95120      | CC Sausseron Impressionnistes | 2,60             | 2 250 (2014)                      | 865                |
| Ennery                      | 95211      | CC Sausseron Impressionnistes | 7,43             | 2 389 (2014)                      | 322                |
| Frouville                   | 95258      | CC Sausseron Impressionnistes | 7,60             | 372 (2014)                        | 49                 |
| Génicourt                   | 95271      | CC Sausseron Impressionnistes | 6,44             | 511 (2014)                        | 79                 |
| Hédouville                  | 95304      | CC Sausseron Impressionnistes | 5,28             | 264 (2014)                        | 50                 |
| Hérouville-en-Vexin         | 95308      | CC Sausseron Impressionnistes | 8,42             | 612 (2014)                        | 73                 |
| Labbeville                  | 95328      | CC Sausseron Impressionnistes | 8,07             | 606 (2014)                        | 75                 |
| Livilliers                  | 95341      | CC Sausseron Impressionnistes | 6,53             | 393 (2014)                        | 60                 |
| Nesles-la-Vallée            | 95446      | CC Sausseron Impressionnistes | 13,46            | 1 780 (2014)                      | 132                |
| Vallangoujard               | 95627      | CC Sausseron Impressionnistes | 7,60             | 636 (2014)                        | 84                 |
| Valmondois                  | 95628      | CC Sausseron Impressionnistes | 4,59             | 1 204 (2014)                      | 262                |

## Représentation
Canton créé en 1976 (décret du 22 janvier 1976), par division du Canton de Saint-Ouen-l'Aumône, du Canton de L'Isle-Adam et du Canton de Pontoise.
| Période | Période | Identité           | Étiquette | Qualité |
| ------- | ------- | ------------------ | --------- | --- |
| 1976    | 2011    | Gérard Claudel     | DVD       | Entrepreneur de travaux agricoles Maire d'Ennery (1960-2008) Sénateur (mai-sept. 2004) Vice-président du Conseil général |
| 2011    | 2015    | Jean-Pierre Béquet | PS        | Economiste Maire d'Auvers-sur-Oise (1989-2014) Ancien député (1988-1993)                                                 |

## Démographie
| 1982   | 1990   | 1999   | 2006   | 2011   | 2012   |
| ------ | ------ | ------ | ------ | ------ | ------ |
| 13 925 | 15 742 | 17 156 | 17 390 | 17 423 | 17 643 |